# FactoryCAD
A FactoryCAD a Siemens PLM Software gyár és gyárelrendezés tervező alkalmazása. Vonalak, ívek és körök rajzolása helyett a FactoryCAD lehetővé teszi intelligens gyárkomponensek használatát a tervezéskor, amelyek megtestesítik a valós gyárban alkalmazott eszközöket, berendezéseket, vagy akár a dolgozókat is. Az intelligens gyárobjektumok segítségével egyszerűen és gyorsan felépíthető a gyármodell.

## Használata
A FactoryCAD az AutoCAD és az AutoDesk Architectural Desktop (építészeti felület) termékek kiegészítése, amely ebben a formában a gyárberendezéseket és erőforrásokat megjelenítő intelligens objektum könyvtárral együtt egy teljes gyártervezési megoldást jelent. Minden objektum rendelkezik 2D és 3D nézetekkel, és összefoglalja a főbb teljesítmény információkat. A FactoryCAD szimulációs adatcserére alkalmas SDX formátuma alkalmazásával az elrendezés adatai átvihetők más szimulációs szoftverekbe is. Az objektum építőeszköz a FactoryCAD-ben lehetővé teszi olyan parametrikus gyárkomponensek létrehozását, melyek nincsenek beépítve a szoftverbe. A FactoryCAD futtatása nem lehetséges AutoCAD vagy AutoDesk Architectural Desktop nélkül.

## Funkciók

### 3D modellek megtekintése CAD rendszer használata nélkül
Az intelligens objektumokba ágyazott technológia lehetővé teszi a gyármodellek megtekintését különböző vizualizációs szoftverek alkalmazásával. Például Teamcenter© Visualization Mockup, Volo Vies, Víz 4 (3D StudioVis), és sok más egyéb szoftver.

### Anyagmozgató objektumok
A konvejorok minden fajtája elérhető a FactoryCAD –ben, a csomagoló géptől elkezdve, a szállító szalagon, görgősoron, gravitációs görgősoron, a nyomkövető targoncán és raklapos összeszerelő gépeken keresztül a rendkívül modern berendezésekig, mint például az automata padlószintű futószalag, az keresztátvitelek, lift rendszerek, lánchajtású, illetve elektromos konvejorok.

### Robot objektumok
Számos robottípus – ABB, Fanuc, Kuka, Kawasaki - részletes modellje megtalálható a szoftverben, mint intelligens objektum. Az előre beépített kinematikával a robotok bármely kívánt pozícióba beállíthatók az adott modellben.

### További anyagkezelő objektumok
A híddarutól kezdve, a forgó darun, emelő- és forgó asztalokon át, a különböző típusú konténerekig, az anyagmozgató eszközök széles skáláját tartalmazza a FactoryCAD.

### Objektumok készítése objektum építővel
Az objektumépítő (object builder) eszköztár segítségével készíthetők saját 3D gyárberendezések, melyek bármikor, bármilyen gyármodell esetén felhasználhatók. Ezek a saját objektumok a későbbiekben ugyanúgy módosíthatók, mint a FactoryCAD-ben eredetileg is megtalálható objektumok.

### Objektumok megosztása az objektumkezelő segítségével
Az objektumkezelő (object enabler) eszköztár segítségével lehetőség van arra, hogy a FactoryCAD modelleket, illetve rajzokat azok a felhasználók is tudják használni valamilyen AutoDesk programban, akik nem rendelkeznek FactoryCAD rendszerrel.

### Megengedett szimulációs adatcsere (SDX – Simulation Data Exchange)
Minden FactoryCAD objektum rendelkezik ún. SDX paraméterekkel (pl. ciklus idő, selejtarány, felrakodási-, lerakodási idő, meghibásodások, átszerelések, stb.), amelyek az objektumba bele vannak építve. A FactoryCAD képes SDX fájlok beolvasására az objektumok frissítése céljából. A diszkrét eseményvezérelt szimulációs szoftverek többsége kezeli az SDX adatokat.

### Blokk- és szimbólumkezelő eszközök
Az intelligens gyárobjektumokon túl a FactoryCAD több számos hagyományos gyári szimbólumot, illetve blokkot tartalmaz. A FactoryCAD lehetővé teszi ezeknek a szimbólumoknak, és blokkoknak a szabad mozgatását, kiválasztását, hozzáadását, másolását, illetve törlését.

### BOM (darabjegyzék) generálás
A FactoryCAD –ben egyéni, intelligens BOM (darabjegyzék) készíthető. Ez az alkalmazás az összetett, több-szelvényű felszereléseknél különösen fontos, mint például a kábellétrák, vagy rácsok.
CAD adatok importálása. A szerszám- és termék adatok VRML vagy JT formátumban beimportálhatók a FactoryCAD –be, mint intelligens objektumok NX, vagy Parasolid rendszerből.

## Belső hivatkozások
- RobCAD
- FactoryFlow
- Process Simulate
- Process Designer
- Plant Simulation